# دانييلي ماغرو
دانييلي ماغرو (بالإيطالية: Daniele Magro)‏ مواليد 4 1987، هو لاعب كرة سلة إيطالي يلعب في ليغا باسكيت الدرجة الأولى ويحمل الرقم 18. مثّل منتخب إيطاليا لكرة السلة.

## روابط خارجية
- دانييلي ماغرو على موقع الاتحاد الدولي لكرة السلة (الإنجليزية)
- دانييلي ماغرو على موقع كرة السلة الأوروبية.كوم (الإنجليزية)
- دانييلي ماغرو على موقع ريلجم (الإنجليزية)
- دانييلي ماغرو على موقع بروبوليرز (الإنجليزية)
- دانييلي ماغرو على موقع سبورتس رفرنس (الإنجليزية)